# Џанан Муса
Џанан Муса (Бихаћ, 8. мај 1999) босанскохерцеговачки је кошаркаш. Игра на позицијама бека и крила, а тренутно наступа за Дубаи.

## Клупска каријера
У децембру 2014. потписао је уговор са Цедевитом из Загреба. За екипу Цедевите дебитовао је 4. октобра 2015, на утакмици другог кола такмичарске 2015/16. у Јадранској лиги против Сутјеске у Никшићу, када је за нешто више од шест минута на терену забележио два поена.
Први наступ у Евролиги забележио је 15. децембра 2015. на утакмици са Олимпијакосом, када је за пет минута на терену постигао четири поена. Тим наступом постао је најмлађи играч који је заиграо у сезони 2015/16. и укупно девети најмлађи играч који је наступио у историји Евролиге.
У дресу Цедевите је током сезоне 2017/18. у Еврокупу на 16 одиграних утакмица бележио просечно 10,5 поена и 3,2 скока по утакмици, што му је донело награду „Звезда у успону”. Поред тога, у истој сезони је добио и награду за најбољег младог играча Јадранске лиге а уврштен је и у идеалну петорку регионалног такмичења.
На НБА драфту 2018. године је одабран као 29. пик од стране Бруклин нетса. Дана 12. јула 2018. потписао је уговор са Бруклин нетсима. Током своје прве две сезоне у НБА, у више наврата је био уступљен Лонг Ајленд нетсима у НБА развојној лиги. Након две сезоне у екипи Бруклина, Муса је 19. новембра 2020. трејдован у Детроит пистонсе. За Детроит је наступио на само једној предсезонској утакмици, након чега је отпуштен 20. децембра 2020, само два дана пред почетак нове 2020/21. сезоне.
Дана 13. јануара 2021. је потписао двоипогодишњи уговор са Анадолу Ефесом. Са Ефесом је у сезони 2020/21. освојио Евролигу и турску лигу. Ипак, имао је малу минутажу па је у јуну 2021. споразумно раскинуо уговор са клубом. Након тога је потписао уговор са шпанским прволигашем Бреоганом. Наступајући за Бреоган у сезони 2021/22, Муса је добио награду за најкориснијег играча шпанске АЦБ лиге. У јулу 2022. потписао је двогодишњи уговор са Реал Мадридом.

## Репрезентација
Са кадетском репрезентацијом Босне и Херцеговине учествовао је на Европском првенству одржаном у августу 2015. у Литванији. БиХ је освојила златну медаљу, а Муса је проглашен најкориснијим играчем првенства. Уједно је био и најбољи стрелац првенства са 23 поена по утакмици.
За сениорску репрезентацију Босне и Херцеговине је дебитовао 5. августа 2016. године на пријатељској утакмици са Белгијом у Цељу.

## Успеси

### Клупски
- Цедевита:
  - Првенство Хрватске (3): 2015/16, 2016/17, 2017/18.
  - Куп Хрватске (3): 2016, 2017, 2018.
  - Суперкуп Јадранске лиге (1): 2017.

- Анадолу Ефес:
  - Евролига (1): 2020/21.
  - Првенство Турске (1): 2020/21.

- Реал Мадрид:
  - Евролига (1): 2022/23.
  - Првенство Шпаније (1): 2023/24.
  - Куп Шпаније (1): 2024.
  - Суперкуп Шпаније (2): 2022, 2023.

### Репрезентативни
- Европско првенство до 16 година:  2015.

### Појединачни
- Идеални тим Евролиге — прва постава (1): 2022/23.
- Најкориснији играч Првенства Шпаније (1): 2021/22.
- Најкориснији играч финала Првенства Шпаније (1): 2023/24.
- Звезда у успону Еврокупа (1): 2017/18.
- Идеална стартна петорка Јадранске лиге (1): 2017/18.
- Најбољи млади играч Јадранске лиге (1): 2017/18.
- Најкориснији играч Европског првенства до 16 година (1): 2015.